# 贺拔胜

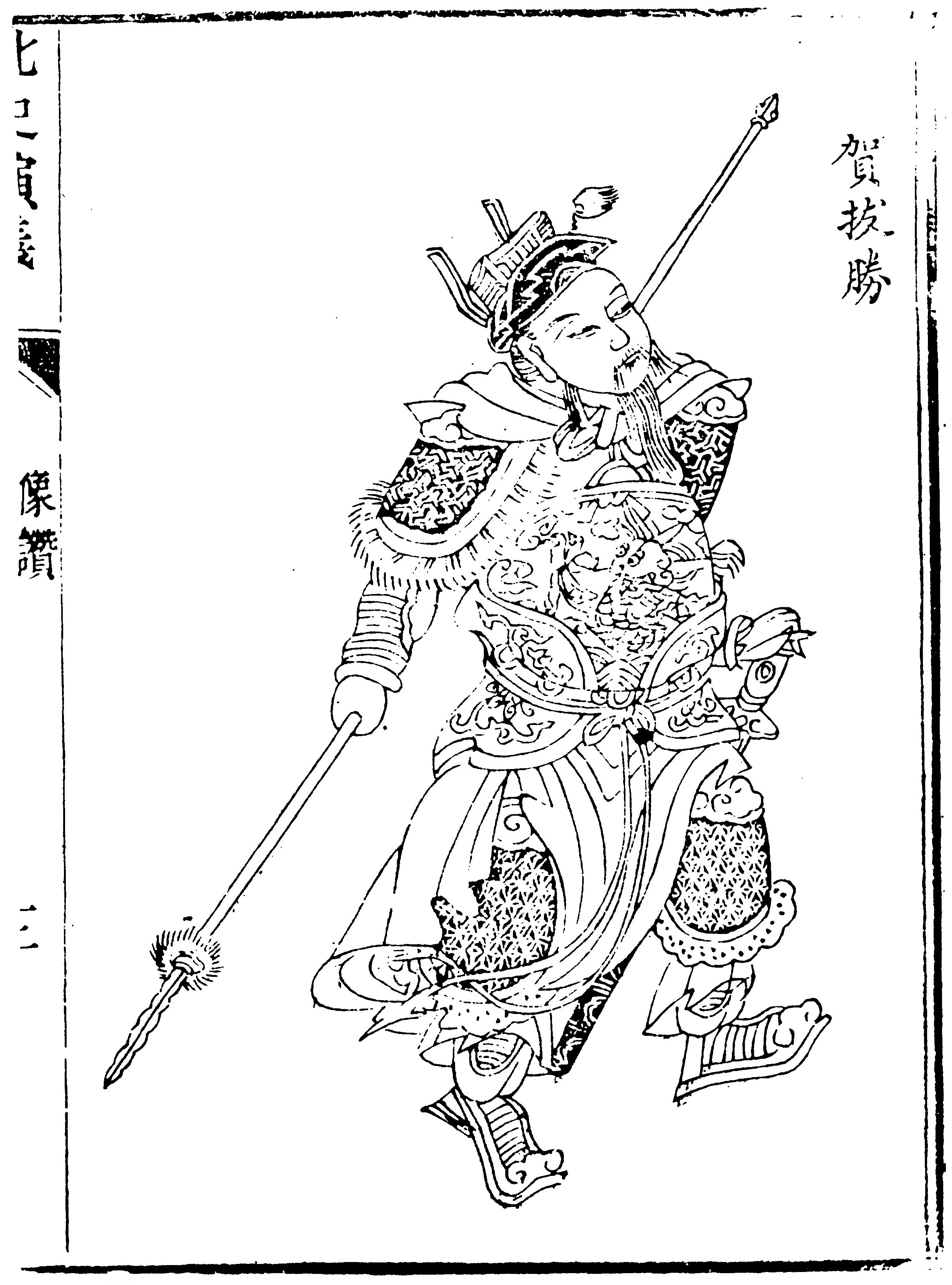
贺拔胜

贺拔胜（?—544年6月6日至7月5日之间），字破胡，神武郡尖山县（今山西省忻州市神池县）人，北魏、西魏的军事家。

## 生平
年轻时即以骑射闻名北方边疆，曾参与临淮王元彧与北方六镇流民之战。后来投靠爾朱荣，受到重用。北魏永熙元年（532年）3月贺拔胜在爾朱家族与高欢在韩陵的决战中投降高欢。魏孝武帝元修因为不满高欢专权，想拉拢当时在占据关西的贺拔岳，便授予贺拔岳兄弟贺拔胜骠骑大将军、开府仪同三司、荆州刺史、南道大行台、尚书左仆射，出镇荆州。贺拔胜立场偏向北魏皇家，终不为高欢所容。
永熙三年（534年）高欢与魏孝武帝决裂，贺拔胜见孝武帝出逃，让府长史元颖代理荆州事务，率军西入关中。当时，高欢攻陷潼关，驻军华阴。贺拔胜欲返回荆州，但发现荆州已被侯景占据，之后自己也被侯景，高敖曹击败。贺拔胜不得已向南投奔南梁，屡次向南梁借兵讨伐高欢但均被驳回。西魏大统二年（537年）留在南梁三年后，贺拔胜从南梁回归西魏，到了长安之后，贺拔胜入朝请罪，西魏文帝加以安慰和劝勉，并授予他太师之职位。因受梁武帝恩惠，从此凡鸟兽向南者，皆不射。
西魏大统三年（537年），贺拔胜参加小关之战，随宇文泰击破窦泰。不久，贺拔胜率军由陕津渡河，追擒东魏将领高乾，生擒孙晏、崔乂于河北。十月，东西魏爆发沙苑之战，贺拔胜一直追击东魏军直道黄河边，后与李弼攻河东，平定汾州、绛州。
大统九年三月十九（543年5月8日），东魏和西魏展开邙山之战。东魏士兵中有向西魏投降的，将高欢所在报告了宇文泰。当时宇文泰看到高欢的旗帜和战鼓，认出了他，就招募勇士三千人，都手拿短兵刃，配属给贺拔胜进攻高欢。贺拔胜正好和高欢相遇，连续的叱骂，喊着高欢的胡人名字说：“贺六浑，我贺拔破胡一定要杀了你！”贺拔胜拿着槊与十三名骑兵追逐，奔驰数里，槊刃就快要刺向高欢，高欢汗流浃背，呼吸几乎要停止，东魏河州刺史刘洪徽在旁边向贺拔胜射击，射中贺拔胜部下两名骑兵，武卫将军段韶射向了贺拔胜的战马，战马被射死。等到贺拔胜的备用马匹来到，高欢已经逃走。贺拔胜感叹地说：“今天的事，我没带弓箭，天意啊！”
这一年，贺拔胜在关东的各个儿子全部被高欢杀害。贺拔胜愤怒怨恨，因此触动心气生病。大统十年（544年）五月，贺拔胜去世。临终时，贺拔胜亲手写信给宇文泰说：“贺拔胜扬鞭策马一万里，把生命交付给朝廷，希望和您一起扫除逃亡的贼寇。不幸的是我的生命就要完结，微小的心愿不能伸张。希望您首先协调和睦内部，顺应时机而行动。如果我死后有知，仍希望我的灵魂飞到贼寇那里，以报答朝廷对我的恩遇。”宇文泰看完书信后，流泪很久。
贺拔胜生长于动乱年代，特别擅长武艺，骑着马射飞鸟，十次总能射中五六次。宇文泰经常说：“各位将领面对敌人，神色都有变化，只有贺拔公临阵时和平常一样，是真正的大勇。”自从贺拔胜身居高位后，开始喜爱书籍，于是召集文人儒生，讨论经义名理。贺拔胜性情通达直率，死的时候，只有随身兵器和一千多卷书籍。
当初，贺拔胜来到关中，自以为资历地位向来很高，见到宇文泰也不下拜，不久自己又后悔，宇文泰也有怨恨。后来贺拔胜跟随宇文泰昆明池宴饮，见有两只野鸭在池中游动，宇文泰就把弓箭递给贺拔胜，说：“很久不见您射箭了，请您表演射技以助兴。”贺拔胜一箭就射中两只野鸭，接着对宇文泰下拜说：“倘若我尊奉神明威武的皇帝，讨伐叛逆，但愿都像这样。”宇文泰大喜，从此对待贺拔胜的恩待礼遇一天天厚重，贺拔胜也竭尽诚心推崇侍奉宇文泰。朝廷在贺拔胜死后赠予他定冀等十州诸军事、定州刺史、太宰、录尚书事，谥号贞献。周明帝二年（558年），将贺拔胜合祭于宇文泰的宗庙之中。

## 家庭

### 祖父
- 贺拔尔头，北魏武川镇军主、龙城县男

### 父亲
- 贺拔度拔，北魏怀朔镇统军、龙城县男

### 兄弟姐妹
- 贺拔允，东魏侍中、征北将军、太尉公、燕郡王
- 贺拔岳，北魏骠骑大将军、开府仪同三司、尚书左仆射、关中大行台、大都督、清水武庄公
- 贺拔颎，西魏侍中、持节、都督鄜豳丹北雍四州刺史、骠骑大将军、开府仪同三司、顿丘县公[14]
- 贺拔氏，嫁仪同三司、朔州刺史刘庆，所生女儿嫁贺兰祥

### 夫人
- 元安，追尊魏景穆帝拓跋晃玄孙，骠骑大将军、开府仪同三司、录尚书、司州牧、汝阳郡王元暹之女，大统五年（539年）封乐安公主，嫁给贺拔胜，天和元年（566年）封章武郡君，天和四年二月二十六日（569年3月29日）在长安万年里去世，虚岁五十二，赠予顿丘国夫人，天和四年三月二十日（569年4月21日）归葬咸阳石安原[15]

### 子女
- 贺拔毗沙，嫁北周上柱国、卢国公尉迟运，封宜君郡君，进封广业国夫人，又封卢国夫人，隋朝封卢国大夫人[16]
- 贺拔仲华，贺拔胜弟弟贺拔岳之子，过继给贺拔胜，北周江陵总管、琅邪公

## 延伸阅读
[在维基数据编辑]
 《魏書·卷80》，出自魏收《魏书》
 《周書·卷14》，出自令狐德棻《周書》
 在维基共享资源阅览影像